# India Gate

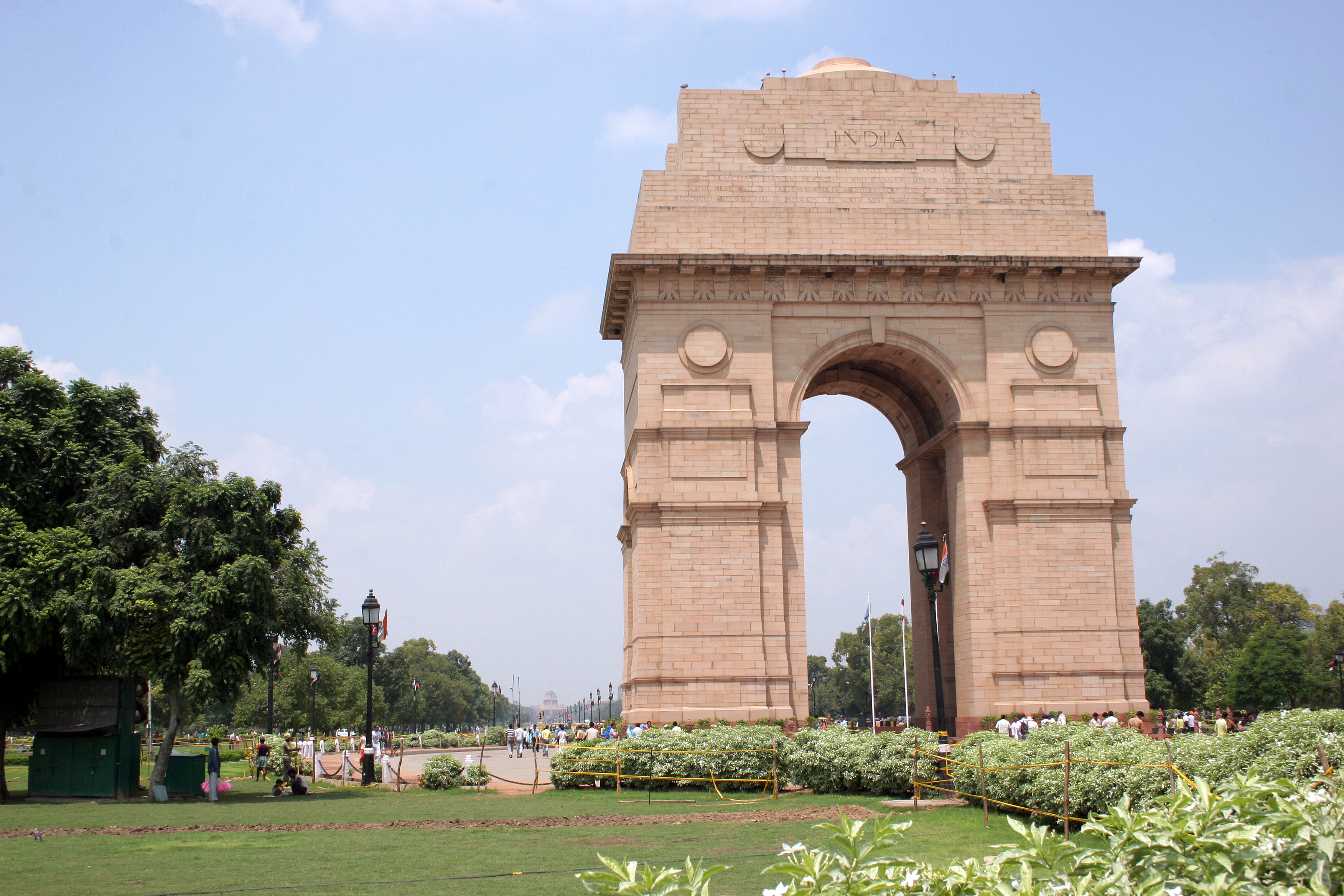
India Gate med presidentpalatset skymtande långt bakom

India Gate (All India War Memorial) är en triumfbåge belägen vid paradgatan Rajpath i den indiska huvudstaden New Delhi. Triumfbågen byggdes under ledning av Edwin Lutyens till minne av de indiska soldater som stupat i första världskriget och de indoafghanska krigen, och deras namn är inhuggna i monumentet. Den invigdes 1931 av Edward Wood, 1:e earl av Halifax. Sedan 1971 brinner en evig låga kallad "Amar Jawan Jyoti" för att markera den okände soldatens grav.